# Atti di Tito
Gli Atti di Tito sono un apocrifo del Nuovo Testamento relativo a Tito, vescovo di Creta e collaboratore di Paolo, scritto in greco tra il V ed il VII secolo.
Il testo descrive la miracoloso vocazione del cretese Tito, il suo incontro con Paolo, predicazione, miracoli e morte naturale.
Dato l'avanzato periodo di composizione e lo stile eccessivamente favolistico l'apocrifo non può essere considerato un fedele resoconto storico, sebbene non si possa escludere una ripresa di precedenti tradizioni orali.